# Carmelo Bernaola
Carmelo Bernaola est un compositeur espagnol né le 16 juillet 1929 à Otxandio et mort le 5 juin 2002  à Madrid. Il fait partie de la Generación del 51.

## Filmographie partielle
- 1968 : Días de viejo color de Pedro Olea
- 1971 : Des Espagnoles à Paris (Españolas en París) de Roberto Bodegas
- 1972 : Peu de secondes pour dire amen (Condenados a vivir) de Joaquín Luis Romero Marchent
- 1973 : El espanto surge de la tumba de Carlos Aured
- 1973 : Le Bossu de la morgue de Javier Aguirre
- 1974 : Tormento de Pedro Olea
- 1974 : Le Grand Amour du comte Dracula de Javier Aguirre
- 1981-1982 : Le Bel Été (série télévisée)
- 1988 : Pasodoble de José Luis García Sánchez
- 1988 : Soldadito español d'Antonio Giménez-Rico

## Prix
- 1962 et 1992 : Prix national de musique